# Strategische Chaussee
Die Strategische Chaussee  (ukrainisch Стратегічне шосе, russisch Стратегическое шоссе) ist eine Straße in der ukrainischen Hauptstadt Kiew. Die in der Saperna slobіdka im Rajon Holossijiw gelegene Straße hat eine Länge von 1,44 km und verbindet die Ziolkowski-Straße mit der Saperna-Slobіdka-Straße.
Die Straße entstand in den 1910er Jahren. Ursprünglich führte sie bis zur Nawodnizki- oder Strategischen Brücke. Die Brücke wurde 1914/15 während des Ersten Weltkrieges erbaut. Sie befand sich an der Stelle der heutigen Paton-Brücke. Zusammen mit der Strategischen Chaussee ermöglichte sie eine südliche Umgehung des Stadtkerns. Da damit eine schnelle Verlegung größerer Truppenkontingente und des militärischen Nachschubs möglich war, erlangte sie strategische Bedeutung, woraus sich die Namen von Brücke und Chaussee ableiten. Von den abziehenden polnischen Okkupanten zerstört, wurde die Brücke 1921 wieder aufgebaut und 1935 durch eine neue Holzbrücke ersetzt. Auch nach Inbetriebnahme der Paton-Brücke war die Strategische Chaussee als Südumfahrung Kiews von Bedeutung.
Ab dem Ende der 1950er Jahre wurde der noch weitgehend unbesiedelte Kiewer Süden durch den Neubau von Straßen erschlossen. Zu Beginn der 1980er Jahre wurde die Strategische Chaussee beim Umbau der Saperna-Slobіdka-Straße auf ihre heutige Länge gekürzt. Gleichzeitig wurde ein Teil der alten Gebäude entlang des verbleibenden Abschnitts der Strategischen Chaussee abgerissen und die Litauische Straße sowie die Lettische Straße und die Lettische Gasse beseitigt.
Gegenwärtig hat die Straße keine Bedeutung für den Durchgangsverkehr mehr. Verkehrlich wird die Straße lediglich durch eine Linie der Marschrutka-Taxis erschlossen. Die nächstgelegenen Stationen der Metro Kiew sind der U-Bahnhof Wydubitschi an der Linie 3 und der U-Bahnhof Demijewskaja an der Linie 2. Nördlich der Straße liegt der Bahnhof Kijew-Demejewski.